# Зальцбург
За́льцбург (нім. Salzburg [ˈzalt͡sbʊɐ̯k] д·і; бавар. Soizburg, заст. чеськ. Solnohrad — соляний замок) — місто на заході Австрії, столиця федеральної землі Зальцбург. Зальцбург — четверте за розмірами місто Австрії після Відня, Граца й Лінца.
Центральна історична частина міста внесена до списку Світової спадщини ЮНЕСКО.

## Географія
Розташований приблизно за 145 км на схід від Мюнхена, за 300 км на захід від Відня та всього за 5 кілометрів від кордону з Німеччиною.
Місто розташоване на берегах річки Зальцах, біля північного підніжжя Альпійських гір.
Гірський пейзаж на півдні контрастує з рівнинним на півночі. Найближчий альпійська гора Унтерсберґ (висота 1972 метри) розташована за декілька кілометрів від центру міста. Старе місто у стилі бароко, численні церкви та фортеця Гогензальцбург розташовані на лівому березі Зальцаха.
Зальцбурзька область займає площу 7 156,03 км². Найбільша висота в Зальцбурзі — Гросвенедігер із заввишки 3657 м над рівнем моря. Ця гора також є четвертою за висотою в Австрії. Від державного кордону проходять одночасно 174 км австрійської державного кордону, здебільшого на північному заході до Баварії / Німеччини і в невеликому ступені на південному заході до Південного Тіролю / Італії. В іншому випадку Зальцбург межує на заході і південному заході з Тіролем, на північному сході з Верхньої Австрією, на сході зі Штирією і на півдні з Каринтією.
Ландшафт Зальцбурга розділений на п'ять районів, межі яких ідентичні політичним районам країни.

#### Північна частина країни розділена на два райони
Флахгау є самою північною областю країни, яка також включає в себе найближчі околиці на півдні міста Зальцбург. Його ім'я ґрунтується на назвах інших районів «у горах», створених пізніше, і висловлює географічний характер місцевості. Це складається з Зальцбурзького Voralpenland і невеликих частин північних вапнякових Альп, що належать Osterhorngruppe.
Тенненгау з'єднує Флакгау на півдні і охоплює територію навколо міста Халлейн і громади на півдні. Його назва походить від Tennengebirge, чия перша частина назви походить від слова fir. По суті, він охоплює широкий Зальцахталь і гори північних вапнякових Альп з обох боків.

#### Південна частина Зальцбурга розділена на три райони
Пінцгау займає західну його частину. Його назва може походити від кельтського племені Амбісонтер. Поширеним поясненням також є те, що цей район є «очеретом», позаяк ця рослина, ймовірно, траплялася тут часто.
Понгау утворює середину трьох південних районів. Назва походить від Понго, колишньої назви сьогоднішнього Бішофсхофену. Сам Понго, ймовірно, йде до кельтської боні, кордоні.
Лунгау розташований на південному сході землі Зальцбург. Походження назви незрозуміле, але досить точно походить від слов'янського або кельтського слова. Можливе, об'єднання з Лонка, яке відноситься до тотожного слов'янського слова «болото», назва потоку на півночі Лунгау.
Ці три південних району поділяються на Високий Тауерн і Лунгау на Нідер Тауерн, обидва з яких відносяться до центральних Альп. Разом їх називають — особливо з точки зору менш гірських районів Зальцбурга — «Іннергебірг».
Провінція Зальцбург розділена на п'ять політичних округів та одне встановлене законом місто, місто Зальцбург. Райони все ще зазвичай називають Gaue (як ландшафтні простору). У провінції Зальцбург налічується одинадцять муніципалітетів із правами міста.

### Клімат
| Клімат Зальцбурга (аеропорт) за останні 10 років (2004—2013 роки) | Клімат Зальцбурга (аеропорт) за останні 10 років (2004—2013 роки) | Клімат Зальцбурга (аеропорт) за останні 10 років (2004—2013 роки) | Клімат Зальцбурга (аеропорт) за останні 10 років (2004—2013 роки) | Клімат Зальцбурга (аеропорт) за останні 10 років (2004—2013 роки) | Клімат Зальцбурга (аеропорт) за останні 10 років (2004—2013 роки) | Клімат Зальцбурга (аеропорт) за останні 10 років (2004—2013 роки) | Клімат Зальцбурга (аеропорт) за останні 10 років (2004—2013 роки) | Клімат Зальцбурга (аеропорт) за останні 10 років (2004—2013 роки) | Клімат Зальцбурга (аеропорт) за останні 10 років (2004—2013 роки) | Клімат Зальцбурга (аеропорт) за останні 10 років (2004—2013 роки) | Клімат Зальцбурга (аеропорт) за останні 10 років (2004—2013 роки) | Клімат Зальцбурга (аеропорт) за останні 10 років (2004—2013 роки) | Клімат Зальцбурга (аеропорт) за останні 10 років (2004—2013 роки) |
| Показник                                                          | Січ.                                                              | Лют.                                                              | Бер.                                                              | Квіт.                                                             | Трав.                                                             | Черв.                                                             | Лип.                                                              | Серп.                                                             | Вер.                                                              | Жовт.                                                             | Лист.                                                             | Груд.                                                             | Рік                                                               |
| Абсолютний максимум, °C                                           | 20,1                                                              | 21,7                                                              | 24,9                                                              | 27,9                                                              | 32,2                                                              | 35,6                                                              | 38,6                                                              | 35,6                                                              | 32,1                                                              | 28,2                                                              | 23,5                                                              | 18,6                                                              | 38,6                                                              |
| Середній максимум, °C                                             | 2,7                                                               | 4,0                                                               | 9,4                                                               | 15,9                                                              | 19,3                                                              | 22,5                                                              | 24,6                                                              | 23,6                                                              | 19,7                                                              | 15,0                                                              | 8,3                                                               | 3,6                                                               | 14,1                                                              |
| Середня температура, °C                                           | −0,2                                                              | 0,5                                                               | 4,9                                                               | 10,5                                                              | 14,1                                                              | 17,6                                                              | 19,5                                                              | 18,7                                                              | 15,2                                                              | 10,5                                                              | 5,0                                                               | 0,8                                                               | 9,8                                                               |
| Середній мінімум, °C                                              | −3,1                                                              | −2,9                                                              | 0,3                                                               | 5,0                                                               | 9,0                                                               | 12,8                                                              | 14,5                                                              | 13,8                                                              | 10,6                                                              | 6,0                                                               | 1,8                                                               | −2,1                                                              | 5,5                                                               |
| Абсолютний мінімум, °C                                            | −25,4                                                             | −21,8                                                             | −21,6                                                             | −3,9                                                              | −2,1                                                              | 2,0                                                               | 3,7                                                               | 4,3                                                               | −1,6                                                              | −8                                                                | −17,8                                                             | −26,8                                                             | −26,8                                                             |
| Норма опадів, мм                                                  | 62                                                                | 39                                                                | 65                                                                | 65                                                                | 130                                                               | 172                                                               | 142                                                               | 164                                                               | 111                                                               | 70                                                                | 54                                                                | 47                                                                | 1120                                                              |
| ----------------------------------------------------------------- | ----------------------------------------------------------------- | ----------------------------------------------------------------- | ----------------------------------------------------------------- | ----------------------------------------------------------------- | ----------------------------------------------------------------- | ----------------------------------------------------------------- | ----------------------------------------------------------------- | ----------------------------------------------------------------- | ----------------------------------------------------------------- | ----------------------------------------------------------------- | ----------------------------------------------------------------- | ----------------------------------------------------------------- | ----------------------------------------------------------------- |
| Джерело: weatheronline                                            |                                                                   |                                                                   |                                                                   |                                                                   |                                                                   |                                                                   |                                                                   |                                                                   |                                                                   |                                                                   |                                                                   |                                                                   |                                                                   |

## Історія
Поселення на місці сучасного Зальцбурга існувало, як свідчать археологічні розкопки, з часів неоліту. Пізніше тут розташовувалося кельтське поселення, яке в I столітті до н. е. було завойоване римлянами. Починаючи з 45 року н. е. утворена колонія Ювавум у районі сучасного Зальцбурга, яка стала одним з головних населених пунктів римської провінції Норік. 477 року вождь ругиїв Одоакр на чолі союзної армії ругіїв, гепідів, готів та герулів, за легендою, взяв місто Ювавум і стратив св. Максима і 50 його учнів.
У 696 році баварський герцог подарував ці землі єпископу Руперту (згодом долученому до лику святих). Руперт заснував тут близько 700 року два монастирі, що збереглися до наших днів і стали ядром майбутнього міста — чоловіче бенедиктинське абатство Святого Петра і жіноче абатство Ноннберг.
У 739 році місто стало єпископською резиденцією, у кінці VIII століття за єпископів Віргілія та Арно місто стало центром місіонерської активності християнської церкви в альпійському регіоні. Із цих же часів місто має назву Зальцбург, яким зобов'язано численним родовищам солі в окрузі. 798 року зальцбурзькі єпископи підвищили статус і стали архієпископами.
У 1077 році на горі над містом була побудована фортеця Гогензальцбург, яку згодом багаторазово перебудовували.

### Князівство Священної Римської імперії
У 1278 році архієпископство було визнано суверенним князівством Священної Римської імперії і поступово перетворилося на відносно незалежну клерикальну державу. Остаточно незалежність від Баварії була встановлена в XIV столітті, у цей же час епідемія чуми забрала майже третину населення міста.
Влада князів-архієпископів тривала до 1803 року, у періоди розквіту володіння Зальцбурга сягали далеко за межі нинішньої федеральної землі Зальцбург.
Найвищого розквіту князівство досягло наприкінці XVI — початку XVII століття. За архиєпископів Вольфовича Дітріха фон Райтенау, Маркусі фон Хоемесе і Парісі Лодроне місто було сильно перебудоване під керівництвом італійських архітекторів, після чого набуло заслуженої слави однієї зі столиць європейського бароко. 1622 року в місті був заснований університет, закритий у 1810 році і знову відкритий у 1963 році. 1628 року побудований міський собор, у 1767 прорубаний один із найстаріших у Європі дорожніх тунелів під горою Мьонхсберг.
Успішно розвивалися ремесла, пивоваріння. Перша броварня була відкрита ще в 1492 році (броварня Stiegl-Brauwelt). Однак головним джерелом прибутків міста було виробництво і продаж солі.
У роки реформації Зальцбург був одним із головних оплотів католицизму в німецьких землях, у 1731 році всі протестанти були вигнані з міста.

### Період Наполеонівських війн
У 1803 році в рамках німецької медіатизації з колишнього Зальцбурзького архієпископства було створено курфюрство для Фердинанда III, колишнього Великого герцога Тосканського, у якого Наполеон I забрав землі і створив на них Етрурське королівство.
У 1805 році, відповідно до умов Пресбурзького миру, та частина території курфюрства, яка раніше була архієпископством, увійшла до складу Австрійської імперії.
1810 року місто передали Баварії, але в 1816 році за рішенням Віденського конгресу Зальцбург увійшов до складу Австрії.
18 — 23 серпня 1867 року в Зальцбурзі відбувалася зустріч між Францом Йосифом і Наполеоном III.
У 1938 році внаслідок аншлюсу в Зальцбург увійшли німецькі війська. Під час Другої світової війни місто кілька разів зазнавало бомбардувань союзників, однак практично всі визначні пам'ятки Зальцбурга залишилися неушкодженими.
Зальцбург був визволений військами США 5 травня 1945 року. Після війни місто було центром американської окупаційної зони.

## Визначні місця

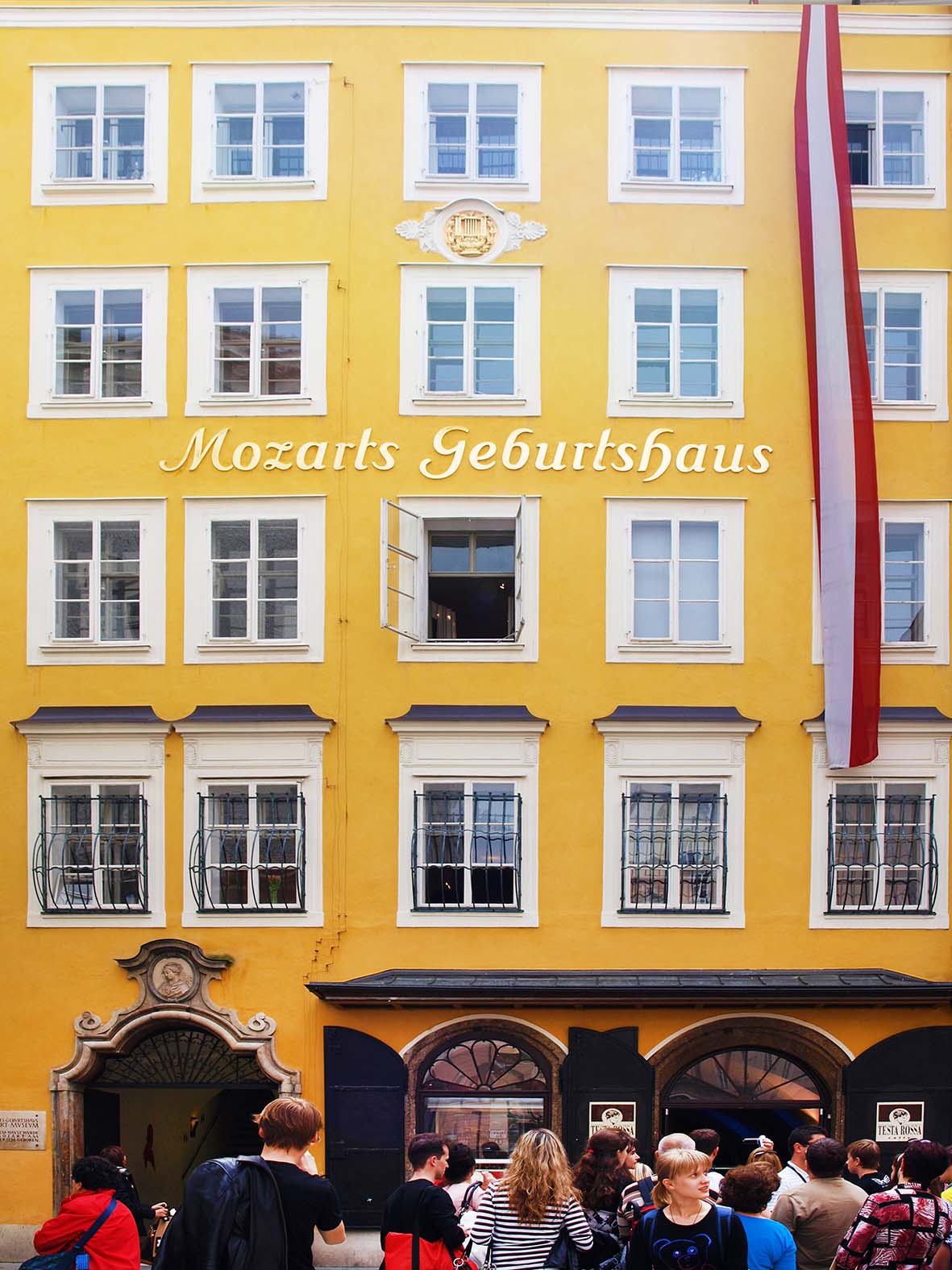
Музей у будинку, де народився В. А. Моцарт. Зальцбург, Ґетрайдеґассе, 9

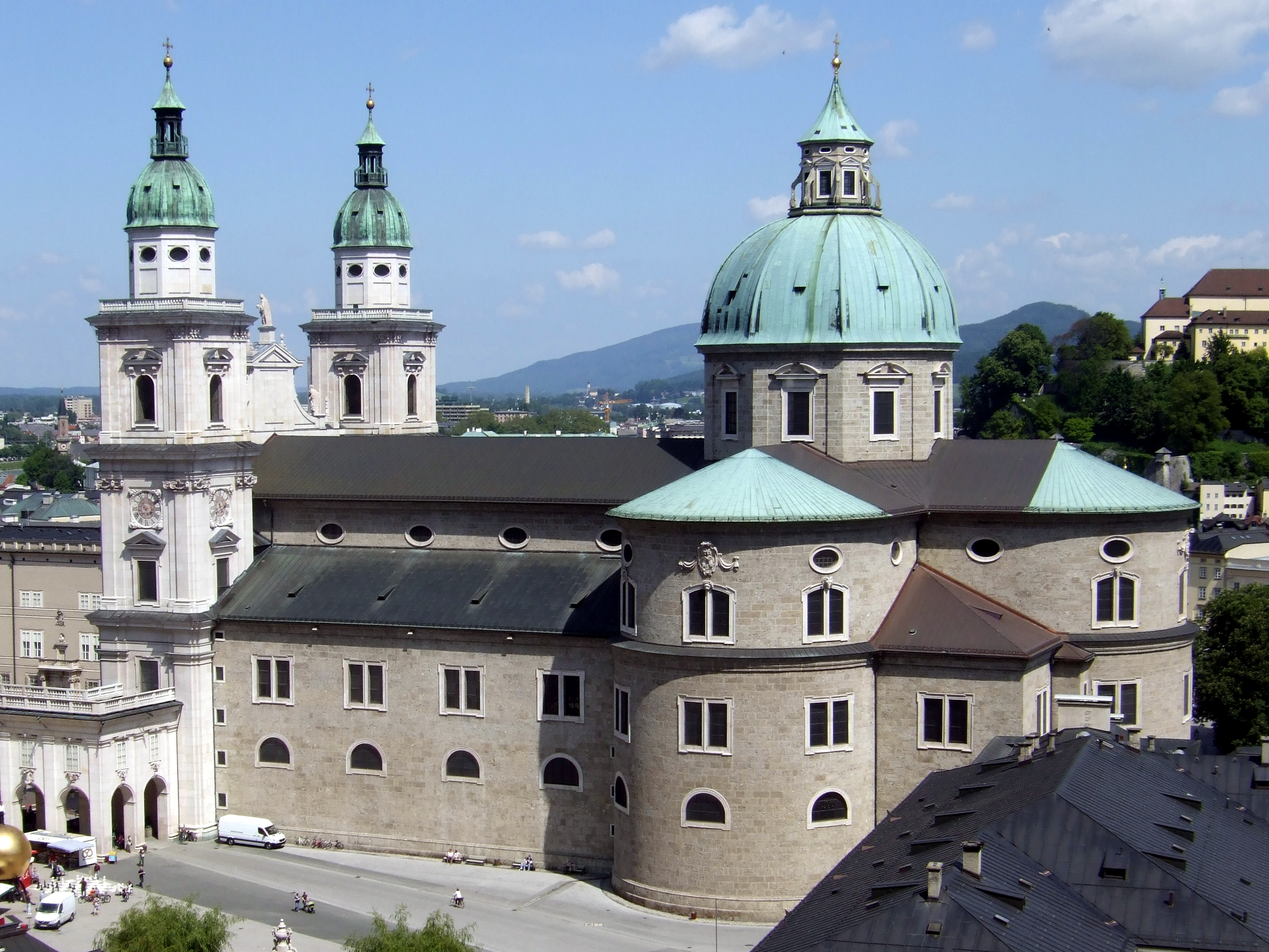
Собор святих Руперта і Вергілія

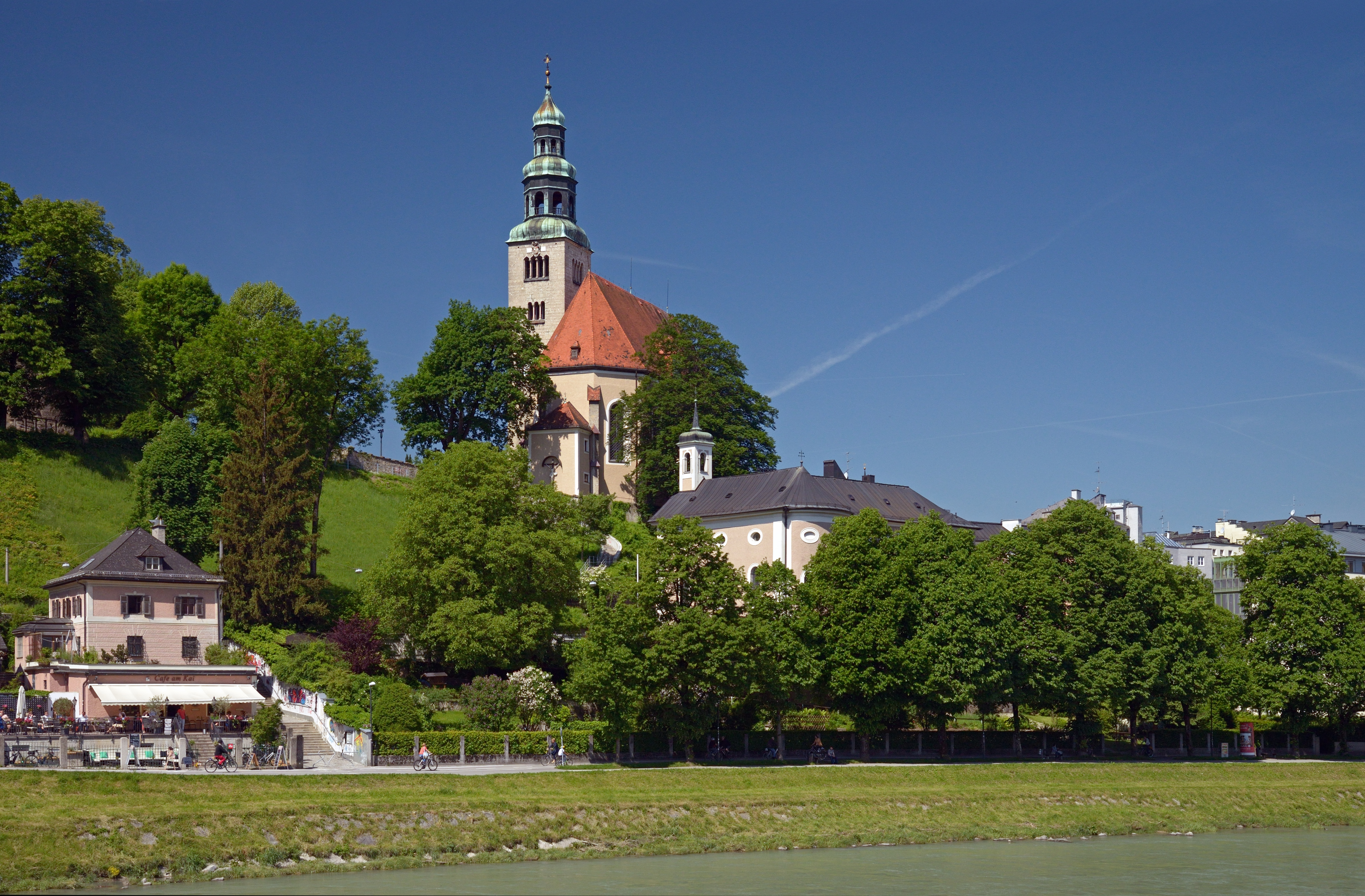
Церква Успіння св. Марії

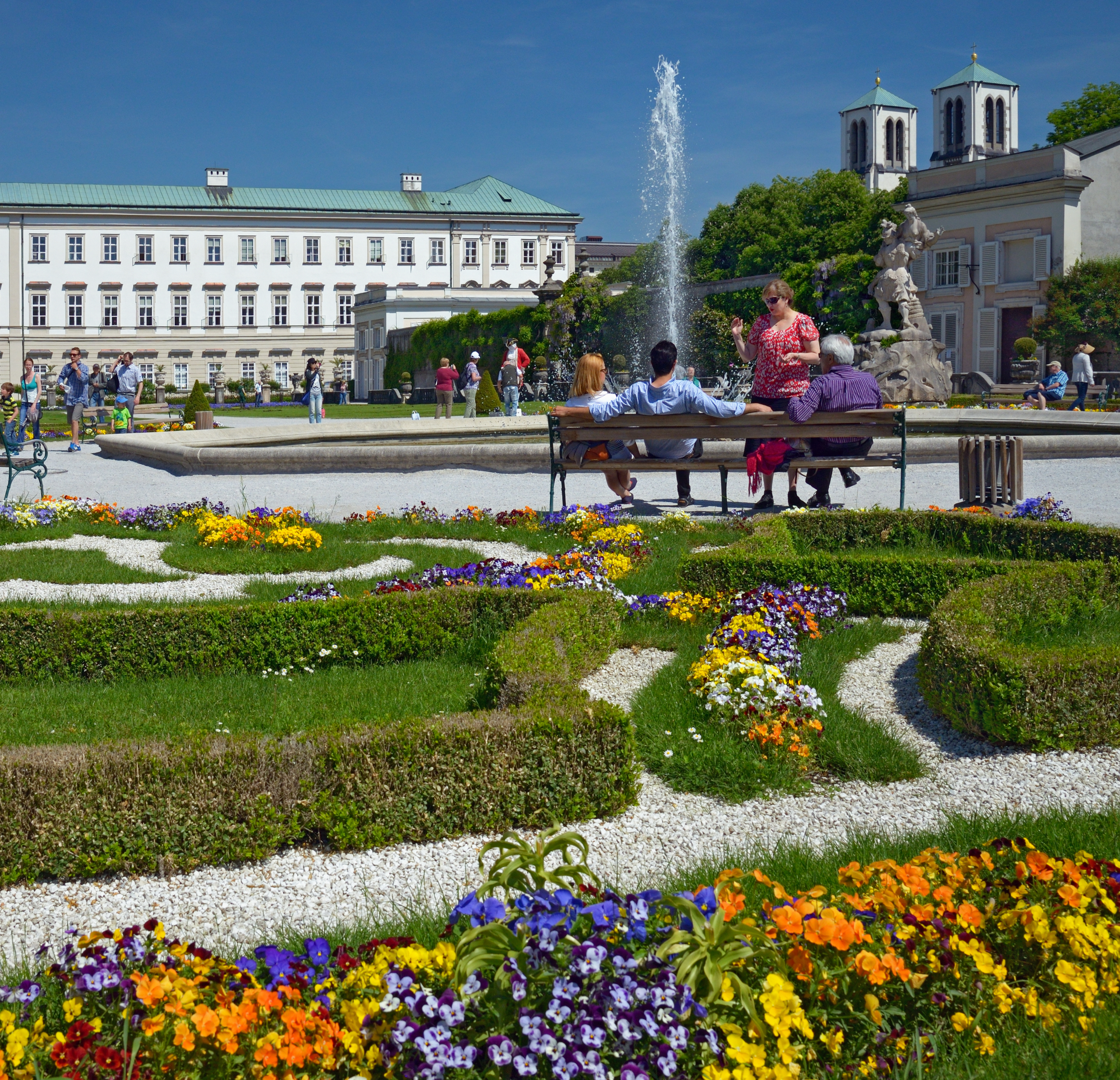
Сад Мірабель у травні

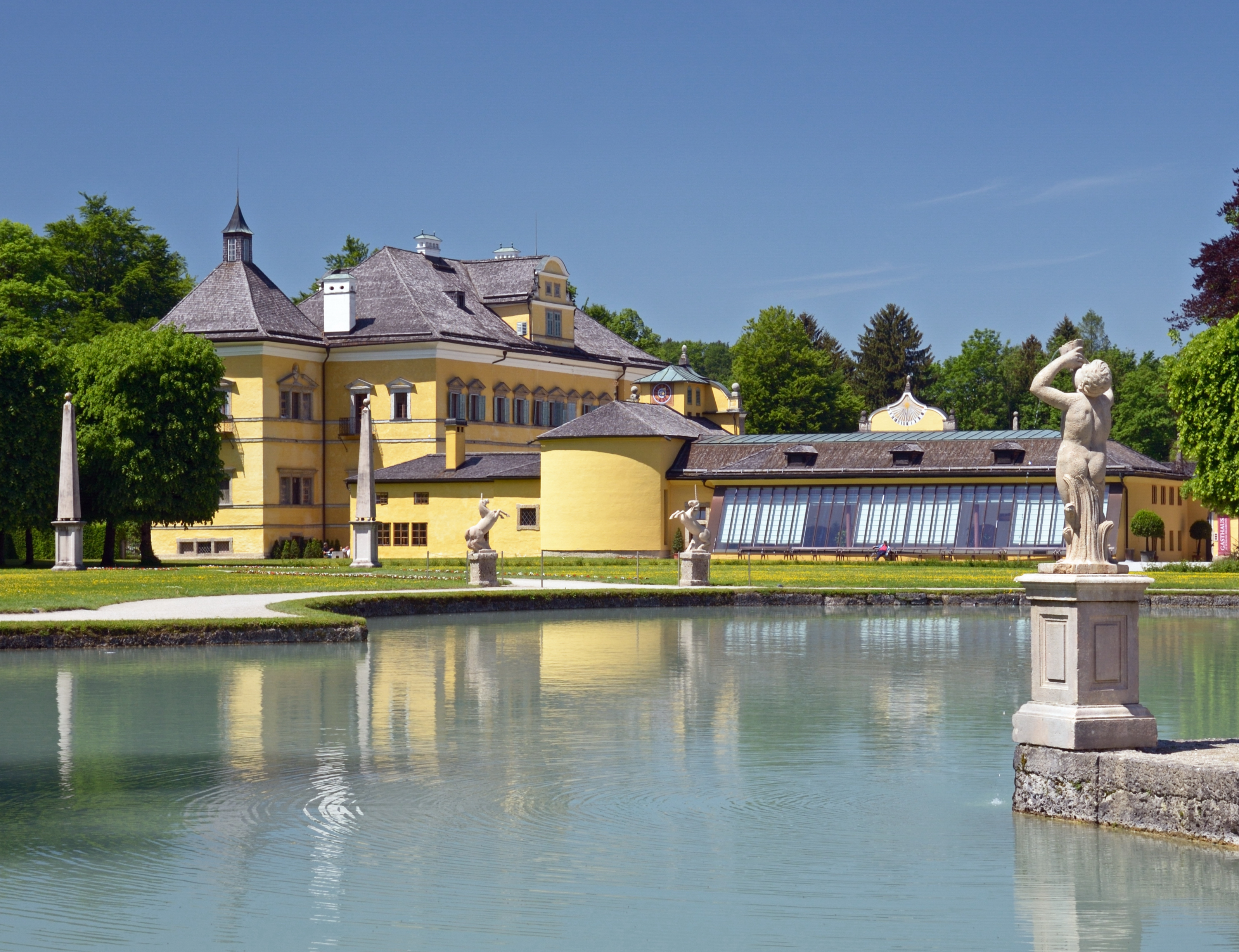
Палац Гельбрун

Один із символів Зальцбурга — фортеця Гогензальцбург. Її історія бере початок у XI столітті, коли на горі виникло перше дерев'яне укріплення. Незабаром з'явилися кам'яні стіни, а потім протягом шести століть фортеця безперервно розширювалася і перебудовувалася. Свою остаточну подобу, яка збереглася до сьогодні, фортеця набула в XVI столітті, коли стала непорушним оплотом католицизму під час Тридцятирічної війни.
Площі Зальцбурга — невеликі і затишні, як, наприклад, Вагова площа (нім. Waagplatz) або Старий ринок (нім. Alter Markt). На Старому ринку розташований найменший будиночок Зальцбурга (номер 109). Поруч міститься гарна і таємнича Надвірна аптека.
Неподалік — Університетська площа, яка, усупереч своїй академічній назві, кожен ранок перетворюється на ринкову. Тут стоїть Університетська церква (нім. Kollegienkirche), монументальне творіння Фішера фон Ерлаха та старий корпус Зальцбурзького університету, заснованого в 1622 році.
Зальцбург відомий насамперед як батьківщина геніального композитора Вольфґанґа Амадея Моцарта. На Університетській площі, навпроти Університетської церкви стоїть будинок 9, де в 1756 році і народився Моцарт. Основний фасад цієї будівлі на Зерновому провулку (нім. Getreidegasse) піддався сильним змінам, але частина будинку, обернена до площі, зберегла свою первинну подобу. З інтер'єрів будівлі епосі Моцарта відповідає лише Танцювальний зал.
Про Моцарта нагадує також Віденський садовий павільйончик, що належав лібретистові композитора Шиканедеру. Тут великий музикант працював над «Чарівною флейтою». 1873 року павільйончик був дарований Зальцбургу, і сьогодні його можна побачити за садом Мірабель, на Чорній вулиці (нім. Schwarzstrasse).
Зальцбург — місто дивовижних церков. Особливо відомий Зальцбурзький собор (собор Св. Руперта), побудований у 1614 році. Чотирнадцять років працював італійський архітектор Сантіно Солярі над цією монументальною спорудою, яку було зведено на фундаменті ранішого романського собору, що згорів у 1598 році. Від старої споруди збереглася лише купіль, у бронзовій чаші якої був хрещений Вольфганг Амадей Моцарт. Сьогодні це рукотворне диво приголомшує: башти гордо здіймаються в піднебесся, зверху поглядають на перехожих величезні фігури апостолів і святих — Петро і Павло віддають належне Риму, Віргиль і Руперт втілюють зальцбурзьке єпископство. Соборна площа в її урочистій завершеності вже багато років служить сценою для дійства про Життя і Смерть, що традиційно відкриває Зальцбурзький фестиваль.
Недалеко від мурів фортеці розташована греко-католицька церква Святого Марка, яка первинна була церквою монастиря урсулинок.
Докладніше: Церква Святого Марка
Не дуже далеко від Соборної площі на Резіденцплац розташовується прекрасний мармуровий Резіденцбруннен — один із найбільших фонтанів у світі епохи бароко.
Зальцбург — яскравий зразок барокового міста, де цей стиль з'являється у всьому своєму блиску. Підтвердженням цьому є сад Мірабель із терасами, мармуровими скульптурами і фонтанами. Він заклав його за планами Йогана Бернгарда Фішер фон Ерлаха приблизно в 1690 році. У колишньому пташиному вольєрі міститься виставковий павільйон. Примітні також «Зелений театр» — один із найстаріших у світі — і «Сад гномів», прикрашений похмурими і потворними створіннями, — гнітюче віддзеркалення того, у чому власники знаходили колись веселощі.
Гідний відвідин палац Гельбрун (нім. Hellbrunn), побудований за наказом архієпископа Маркуса Ситтікуса фон Гогенемса, і розташований приблизно за вісім кілометрів від Зальцбурга. Парк Гельбрун прикрашений скульптурами і фонтанами.
Гідні захоплення також палаци Леопольдськрон і Клессгаймс із прекрасним і затишним парком.

## Транспорт
Залізнична станція Зальцбург-Головний має регулярне залізничне сполучення до Відня, Мюнхена, Інсбрука та Цюриха, включаючи щоденні високошвидкісні послуги ICE. Залізничні сполучення з півночі на південь також обслуговують такі популярні напрямки, як Венеція та Прага.
Аеропорт Зальцбурга має регулярні рейси до Франкфурта, Відня, Лондона, Роттердама, Амстердама, Брюсселя, Дюссельдорфа, Цюриха, Гамбурга, Единбурга і Дубліна. Крім них, є численні чартерні рейси.
Зальцбург обслуговує тролейбусна та автобусна мережі що мають загалом понад 20 ліній та інтервал 10 хвилин. Зальцбург має систему S-Bahn із чотирма лініями (S1, S2, S3, S11), потяги вирушають зі станції Зальцбург-Головний що 30 хвилин, і вони є частиною мережі ÖBB.

## Відомі люди

### Народились
- Кароліна Едтштадлер
- Фелікс Баумгартнер (нар. 20 квітня 1969) — спортсмен-екстремал, бейс-джампер, парашутист;
- Крістіан Доплер (29 листопада 1803 — 17 березня 1853) — фізик і математик. Відкрив явище зміни частоти хвилі, яка випромінюється рухомим джерелом. Згодом це явище назвали ефектом Доплера;
- Вольфганг Амадей Моцарт (27 січня 1756 — 5 грудня 1791) — композитор, представник класицизму, який уважається одним із найгеніальніших музикантів в історії людства;
- Георг Тракль (1887 — 1914) — поет, представник літературної течії експресіонізму.
- Густава Калер (1906 — 1987) — австрійська геолог та палеонтолог.
- Алекс Єсауленко (2 серпня 1945) - видатний спортсмен і тренер.

### Померли
- Людвіг Штейн (1859—1930) — австрійський філософ.

## Спорт
У Зальцбургу перебуває штаб-квартира міжнародного союзу біатлоністів (IBU). Місто було кандидатом на проведення зимових олімпійських ігор 2010 та 2014, але поступилося в обох випадках Ванкуверу та Сочі відповідно.
У місті базується футбольна команда «Ред Булл», яка у сезоні 1993/1994 грала у фіналі Кубка УЄФА.

## Культурні організації
У Зальцбургу провадять діяльність численні некомерційні культурно-просвітницькі організації. Серед них на увагу заслуговують такі:
- Radiofabrik, громадське некомерційне вільне радіо Зальцбурга, та партнерська організація FS1, місцеве некомерційне телебачення;
- ArgeKULTUR, найбільший автономний культурний центр Західної Австрії;
- MARK.freizeit.kultur, незалежний відкритий культурний центр сучасного мистецтва та культурного посередництва;
- corner, молодіжний культурний центр;
- HOSI, некомерційне об'єднання за соціальне прийняття і правову рівність сексуальних меншин;
- akzente, некомерційна організація з соціального забезпечення молоді, яка зокрема координує міжнародні волонтерські проєкти у м. Зальцбург.